# Kondopozhsky (huyện)
Huyện Kondopozhsky (tiếng Nga: Кондопо́жский райо́н) là một huyện hành chính tự quản (raion), của Cộng hòa Karelia, Nga. Huyện có diện tích 5964 km², dân số thời điểm ngày 1 tháng 1 năm 2000 là 10900 người. Trung tâm của huyện đóng ở Kondopoga.